# Laços de Ternura
Laços de Ternura (no original em inglês Terms of Endearment) é um filme estadunidense de 1983, uma comédia dramática escrita, produzida e dirigida por James L. Brooks e baseado em romance de Larry McMurtry. Estrelado por Shirley MacLaine, Debra Winger, Jack Nicholson, Danny DeVito, Jeff Daniels e John Lithgow. O filme cobre 30 anos da relação entre Aurora Greenway (MacLaine) e sua filha Emma (Winger).
Uma continuação do filme, The Evening Star (1996) (Brasil: O Entardecer de uma Estrela / Portugal: Lágrimas ao Entardecer), em que MacLaine e Nicholson reprisaram seus papéis, foi um fracasso crítico e comercial.

## Sinopse
O filme relata a história de três décadas de relacionamento conflituoso entre uma mãe viúva e sua filha. Porém, tudo muda quando a filha descobre que está com câncer e, ao mesmo tempo, descobre que foi traída pelo marido, e a mãe passa a se interessar por um vizinho, ex-astronauta e paquerador.

## Elenco principal
- Shirley MacLaine .... Aurora Greenway
- Debra Winger .... Emma Greenway Horton
- Jack Nicholson .... Garrett Breedlove
- Danny DeVito ....  Vernon Dahlart
- Jeff Daniels ....  Flap Horton
- John Lithgow ....  Sam Burns
- Lisa Hart Carroll ....  Patsy Clark
- Betty King ....  Rosie Dunlop

## Recepção da crítica
Terms of Endearment tem aclamação por parte da crítica especializada. Com o tomatometer de 88% em base de 41 críticas, o Rotten Tomatoes publicou um consenso: "Um dramalhão clássico, Terms of Endearment não é tímido sobre alcançar as cordas do coração -, mas é tão bem atuado e tem um inteligente roteiro que é quase impossível de resistir". Por parte da audiência do site tem 84% de aprovação.

## Principais prêmios e indicações
Oscar 1984 (EUA)
- Vencedor nas categorias de melhor filme, melhor diretor, melhor atriz (Shirley MacLaine), melhor ator coadjuvante (Jack Nicholson) e melhor roteiro adaptado.
- Indicado nas categorias de melhor atriz (Debra Winger), melhor ator coadjuvante (John Lithgow), melhor direção de arte, melhor edição (montagem), melhor trilha sonora e melhor som.

Globo de Ouro 1984 (EUA)
- Vencedor nas categorias de melhor filme - drama, melhor atriz - drama (Shirley MacLaine), melhor ator coadjuvante (Jack Nicholson) e melhor roteiro.
- Indicado nas categorias de melhor diretor e melhor atriz - drama (Debra Winger).[5]

BAFTA 1985 (Reino Unido)
- Vencedor na categoria de melhor atriz (Shirley MacLaine).

Prêmio David di Donatello 1984 (Itália)
- Vencedor na categoria de melhor atriz estrangeira (Shirley MacLaine).

Prêmio NSFCA 1984 (National Society of Film Critics Awards, EUA)
- Vencedor nas categorias de melhor atriz (Debra Winger) e melhor ator coadjuvante (Jack Nicholson).

Academia Japonesa de Cinema 1985 (Japão)
- Indicado na categoria de melhor filme estrangeiro.

NYFCC Award 1983 (New York Film Critics Circle Awards, EUA)
- Venceu na categoria de melhor filme, melhor atriz (Shirley MacLaine), melhor ator coadjuvante (Jack Nicholson).